# Classificació de la Copa del Món de futbol 2014-AFC
La fase de classificació de la Copa del Món de Futbol 2014 de la zona asiàtica fou organitzada i supervisada per la Confederació Asiàtica de Futbol. La zona asiàtica disposa de 4 places directes per la fase final, més una a disputar amb un representant de la CONCACAF. Les eliminatòries de l'AFC es desenvoluparen en cinc fases. Les 16 seleccions amb pitjor coeficient FIFA disputaran la primera fase d'on sortiran 8 seleccions. Aquestes 8 i les 22 següents en el ranking FIFA disputaran la segona fase d'on sortiran 15 seleccions. A la tercera fase hi haurà 15 seleccions provinents de la segona fase i les 5 millors seleccions de la Federació que es repartiran en 5 grups de 4. Els primers i segons de cada grup es repartiran en 2 grups de 5 equips, dels quals els 2 primers de cada grup tindran la classificació per a la Copa del Món 2010 i els tercers disputaran una eliminatòria per a saber qui disputa el playoff contra el guanyador de la zona d'Oceania.

## Primera fase
| Partit | Equip 1    | Resultat global | Equip 2        | Resultat anada | Resultat tornada |
| ------ | ---------- | --------------- | -------------- | -------------- | ---------------- |
| 1      | Malàisia   | 4:4             | Taipei         | 2:1            | 2:3              |
| 2      | Bangladesh | 3:0             | Pakistan       | 3:0            | 0:0              |
| 3      | Cambodja   | 6:8             | Laos           | 4:2            | 2:6              |
| 4      | Sri Lanka  | 1:5             | Filipines      | 1:1            | 0:4              |
| 5      | Afganistan | 1:3             | Palestina      | 0:2            | 1:1              |
| 6      | Vietnam    | 13:1            | Macau          | 6:0            | 7:1              |
| 7      | Nepal      | 7:1             | Timor Oriental | 2:1            | 5:0              |
| 8      | Mongòlia   | 1:2             | Myanmar        | 1:0            | 0:2              |

## Segona fase
| Partit | Equip 1             | Resultat global | Equip 2     | Resultat anada | Resultat tornada |
| ------ | ------------------- | --------------- | ----------- | -------------- | ---------------- |
| 1      | Xina                | 13:3            | Laos        | 7:2            | 6:1              |
| 2      | Líban               | 4:2             | Bangladesh  | 4:0            | 0:2              |
| 3      | Tailàndia           | 3:2             | Palestina   | 1:0            | 2:2              |
| 4      | Turkmenistan        | 4:5             | Indonèsia   | 1:1            | 3:4              |
| 5      | Iraq                | 2:0             | Iemen       | 2:0            | 0:0              |
| 6      | Síria               | 0:6             | Tadjikistan | 0:3            | 0:3              |
| 7      | Uzbekistan          | 7:0             | Kirguizstan | 4:0            | 3:0              |
| 8      | Jordània            | 10:1            | Nepal       | 9:0            | 1:1              |
| 9      | Qatar               | 4:2             | Vietnam     | 3:0            | 1:2              |
| 10     | Singapur            | 6:4             | Malàisia    | 5:3            | 1:1              |
| 11     | Kuwait              | 5:1             | Filipines   | 3:0            | 2:1              |
| 12     | Iran                | 5:0             | Maldives    | 4:0            | 1:0              |
| 13     | Oman                | 4:0             | Myanmar     | 2:0            | 2:0              |
| 14     | Emirats Àrabs Units | 5:2             | Índia       | 3:0            | 2:2              |
| 15     | Aràbia Saudita      | 8:0             | Hong Kong   | 3:0            | 5:0              |

## Tercera fase (grups)

### Grup 1
| Equip    | Pts | PJ | PG | PE | PP | GF | GC | DG  |
| -------- | --- | -- | -- | -- | -- | -- | -- | --- |
| Iraq     | 15  | 6  | 5  | 0  | 1  | 14 | 4  | +10 |
| Jordània | 12  | 6  | 4  | 0  | 2  | 11 | 7  | +4  |
| Xina     | 9   | 6  | 3  | 0  | 3  | 10 | 6  | +4  |
| Singapur | 0   | 6  | 0  | 0  | 6  | 2  | 20 | -18 |

### Grup 2
| Equip               | Pts | PJ | PG | PE | PP | GF | GC | DG  |
| ------------------- | --- | -- | -- | -- | -- | -- | -- | --- |
| Corea del Sud       | 13  | 6  | 4  | 1  | 1  | 14 | 4  | +10 |
| Líban               | 10  | 6  | 3  | 1  | 2  | 10 | 14 | -4  |
| Kuwait              | 8   | 6  | 2  | 2  | 2  | 8  | 9  | -1  |
| Emirats Àrabs Units | 3   | 6  | 1  | 0  | 5  | 9  | 14 | -5  |

### Grup 3
| Equip          | Pts | PJ | PG | PE | PP | GF | GC | DG  |
| -------------- | --- | -- | -- | -- | -- | -- | -- | --- |
| Uzbekistan     | 16  | 6  | 5  | 1  | 0  | 8  | 1  | +7  |
| Japó           | 10  | 6  | 3  | 1  | 2  | 14 | 3  | +11 |
| Corea del Nord | 7   | 6  | 2  | 1  | 3  | 3  | 4  | -1  |
| Tadjikistan    | 1   | 6  | 0  | 1  | 5  | 1  | 18 | -17 |

### Grup 4
| Equip          | Pts | PJ | PG | PE | PP | GF | GC | DG |
| -------------- | --- | -- | -- | -- | -- | -- | -- | -- |
| Austràlia      | 15  | 6  | 5  | 0  | 1  | 13 | 5  | +8 |
| Oman           | 8   | 6  | 2  | 2  | 2  | 3  | 6  | -3 |
| Aràbia Saudita | 6   | 6  | 1  | 3  | 2  | 6  | 7  | -1 |
| Tailàndia      | 4   | 6  | 1  | 1  | 4  | 4  | 8  | -4 |

### Grup 5
| Equip     | Pts | PJ | PG | PE | PP | GF | GC | DG  |
| --------- | --- | -- | -- | -- | -- | -- | -- | --- |
| Iran      | 12  | 6  | 3  | 3  | 0  | 17 | 5  | +12 |
| Qatar     | 10  | 6  | 2  | 4  | 0  | 10 | 5  | +5  |
| Bahrain   | 9   | 6  | 2  | 3  | 1  | 13 | 7  | +6  |
| Indonèsia | 0   | 6  | 0  | 0  | 6  | 3  | 26 | -23 |

## Quarta fase (grups)

### Grup A
| Equip         | Pts | PJ | PG | PE | PP | GF | GC | DG |
| ------------- | --- | -- | -- | -- | -- | -- | -- | -- |
| Uzbekistan    | 8   | 5  | 2  | 2  | 1  | 5  | 4  | +1 |
| Corea del Sud | 7   | 4  | 2  | 1  | 1  | 9  | 4  | +5 |
| Iran          | 7   | 5  | 2  | 1  | 2  | 2  | 2  | 0  |
| Qatar         | 7   | 5  | 2  | 1  | 2  | 3  | 5  | -2 |
| Líban         | 4   | 5  | 1  | 1  | 3  | 2  | 6  | -4 |

### Grup B
| Equip     | Pts | PJ | PG | PE | PP | GF | GC | DG  |
| --------- | --- | -- | -- | -- | -- | -- | -- | --- |
| Japó      | 13  | 5  | 4  | 1  | 0  | 13 | 2  | +11 |
| Austràlia | 5   | 4  | 1  | 2  | 1  | 4  | 4  | +0  |
| Iraq      | 5   | 5  | 1  | 2  | 2  | 4  | 5  | -1  |
| Oman      | 5   | 5  | 1  | 2  | 2  | 4  | 7  | -3  |
| Jordània  | 4   | 5  | 1  | 1  | 3  | 4  | 11 | -7  |